# Nivelle (Nord)
Nivelle è un comune francese di 1 301 abitanti situato nel dipartimento del Nord nella regione dell'Alta Francia.

## Società

### Evoluzione demografica
Abitanti censiti